# Sierra Mojada (Colorado)
La Sierra Mojada (también conocida en inglés como Cuerno Verde, Greenhorn Mountains o Wet Mountains)
 es un pequeño cordal montañoso del sur de Colorado en los Estados Unidos denominado así por la gran cantidad de nieve que cae durante el invierno.[cita requerida] La mayor parte de la sierra se encuentra en el condado de Custer y va desde la autopista nacional 50 hasta Walsenburg.
El pico más alto es la montaña de Greenhorn, que tiene múltiples picos a su vez, siendo el más alto de unos 12 346 pies. La sierra es el límite del valle de El Mojado, que está limitado al sur por la sierra de la Sangre de Cristo. 
En el valle se encuentran los pueblos de Westcliffe y Silver Cliff. 

## Geología
La sierra Mojada forma el flanco este de una falla anticlina. El núcleo de la sierra está formado por rocas de granito del precámbrico con estratos del Paleozoico y del Mesozoico en el sur y noroeste. La sierra se ubica en la parte sureste del campo volcánico del Centro de Colorado y posee rocas volcánicas del Eoceno hasta el Oligoceno (38–29 Ma).